# Baba Rahman
Baba Abdul Rahman (Tamale, 1994. július 2. –) ghánai válogatott labdarúgó, a PAÓK játékosa.

## Statisztika

### Válogatott
2022. december 2. szerinti állapot.
| Válogatott | Évek     | Pályára lépések | Gól |
| ---------- | -------- | --------------- | --- |
| Ghána      | 2014     | 5               | 0   |
| Ghána      | 2015     | 12              | 0   |
| Ghána      | 2016     | 8               | 0   |
| Ghána      | 2017     | 1               | 0   |
| Ghána      | 2018     | 0               | 0   |
| Ghána      | 2019     | 5               | 0   |
| Ghána      | 2020     | 2               | 0   |
| Ghána      | 2021     | 8               | 1   |
| Ghána      | 2022     | 10              | 0   |
| Összesen   | Összesen | 51              | 1   |

## Sikerek és díjak
Asante Kotoko
- Ghánai bajnok: 2011–2012[3]

PAÓK
- Görög bajnok: 2023–2024[4]
- Görög kupagyőztes: 2020–2021[5]

Ghána
- Afrikai nemzetek kupája ezüstérmes: 2015[6]

Egyéni
- Görög bajnokság – A szezon csapata: 2023–2024[7]

## Külső hivatkozások
- Baba Rahman Transfermarkt